# Cercemaggiore
Cercemaggiore est une commune italienne de la province de Campobasso, dans la région Molise.

## Administration
| Période                                  | Période | Identité | Étiquette | Qualité |
| ---------------------------------------- | ------- | -------- | --------- | ------- |
|                                          |         |          |           |         |
| Les données manquantes sont à compléter. |         |          |           |         |

### Communes limitrophes
Castelpagano, Cercepiccola, Gildone, Jelsi, Mirabello Sannitico, Morcone, Riccia, Santa Croce del Sannio, Sepino